# Qiyang
Qiyang (祁阳市 ; pinyin : Qíyáng Shì) est une Ville-district de la province du Hunan en Chine. Il est placé sous la juridiction de la ville-préfecture de Yongzhou.

## Démographie
La population du district était de 832 813 habitants en 2020.